# Midhat Frashëri

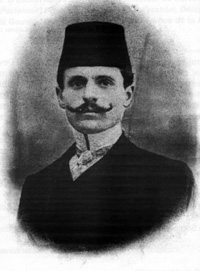
Mithat Frashëri 1905

Midhat Frashëri (* 25. März 1880 in Janina; † 3. Oktober 1949 in New York) war ein albanischer Publizist und Politiker.

## Leben
Midhat Frashëri war der Sohn des Autors und Politikers Abdyl Frashëri. Er verbrachte seine Jugendjahre in Istanbul und arbeitete später in der türkischen Verwaltung. Er veröffentlichte unter den Pseudonymen Lumo Skendo und Mali Kokojka Beiträge in albanischen Zeitungen. Durch seine Unterstützung der Politik der Jungtürken, mit der er praktisch gegen eine Unabhängigkeit des Landes war, brachte ihm die Kritik seiner Landsleute ein.
Nach der Unabhängigkeit des Landes 1912 war er dennoch, wie auch in den ersten albanischen Nachkriegsregierungen, Inhaber mehrerer Ministerämter, außerdem vertrat er Albanien von 1922 bis 1926 als Gesandter in den USA und Griechenland.
Nach seiner Rückkehr trat er vorerst nicht mehr politisch in Erscheinung. Er betrieb in Tirana eine Buchhandlung. Er spielte mit dem Gedanken, ein Albanologisches Institut zu errichten, das seine Privatbibliothek beinhalten sollte, setzte diese Idee jedoch nie in die Tat um.
Erst 1942 trat er nochmal in Erscheinung, als er die Balli Kombëtar gründete, eine nationale Widerstandsorganisation, die sich, wie auch die Albanische Nationale Befreiungsfront, welche von der Kommunistischen Partei Albaniens geführt wurde, gegen die nationalsozialistischen Besatzer auflehnte. Frashëri konnte sich aber mit seiner Widerstandsgruppe nicht gegen die Kommunistische Partei behaupten. Er ging darauf ins Exil in die Vereinigten Staaten, wo er 1949 verstarb.
Am 14. November 2018 wurde sein Leichnam nach Tirana überführt und im Beisein von Premierminister Edi Rama mit militärischen Ehren beigesetzt.